# Vytautas Lapenas
Vytautas Lapėnas (11 de enero de 1958 – 14 de enero de 2008) era un aviador, economista y político lituano.

## Biografía
Lapenas comenzó a volar a los diecisiete años, gracias al programa de apoyo a deportistas de élite de la Unión Soviética, recibiendo el apoyo y el entrenamiento necesario para entrenar en acrobacia, hasta entrar en el equipo nacional. En 1980 se hizo con el Campeonato de Lituania de Acrobacia. Con 27 años consiguió el campeonato nacional de la especialidad, y tres años más tarde el subcampeonato mundial por equipos en Canadá. El 19 de septiembre de 1989 sufrió un accidente de aviación, durante una exhibición aérea mientras trataba de dominar su Yakovlev Yak-55M para alejarse del público asistente, que casi le costó la vida, perdiendo una mano y una pierna, y truncando por tanto su carrera deportiva.
En 1991, por recomendación del piloto español Ramón Alonso, comenzó a entrenar a pilotos españoles, en lo que sería el germen del Equipo Nacional de Vuelo Acrobático, creando un grupo sólido que ha alcanzado varios títulos, como el subcampeonato de Europa por equipos (2006), el subcampeonato del Mundo por equipos (2007) y el campeonato mundial individual (Ramón Alonso, 2007). Además hacía hincapié en apoyar la cantera de jóvenes pilotos, como se ve al comparar que cuando llegó a España había cuatro pilotos acrobáticos en todo el país, y a la fecha de su muerte, eran cuarenta los que se entrenaban en ese deporte. Durante los años 90 volvió al vuelo acrobático, superando sus minusvalías, haciéndose con un Sukhoi 29 con el que alcanzó el 15.º puesto en el Campeonato del Mundo de Acrobacia de 2001, celebrado en Burgos; y el 8.º en el Campeonato de Europa del mismo año.
Ocupó un escaño en el Parlamento lituano entre el 19 de octubre de 2000 y el 14 de noviembre de 2004, en representación de los liberales demócratas. Formó parte de las comisiones de preparación de enmiendas a la constitución y de las de relaciones con Ucrania y Letonia. Asimismo, fue parte del comité de asuntos sociales y trabajo.
Falleció el 14 de enero de 2008 en un accidente de autogiro. A la fecha de su muerte ocupaba, entre otros, el cargo de director deportivo de la Copa Triangular de Vuelo Acrobático, a la vez que se preparaba para competir en el Campeonato Yakovlev 52.

## Títulos

### Como piloto
- Campeón de Lituania de acrobacia, en 1980.[2]
- Campeón de la Unión Soviética de acrobacia, en 1985.[1]
- Subcampeón del mundo de acrobacia por equipos, en 1988.[1]

### Como entrenador
- Subcampeón de Europa por equipos, en 2006.[1]
- Subcampeón del mundo por equipos, en 2007.[1]
- Campeón mundial individual, también en 2007.[1]

## Libros sobre Vytautas Lapenas
- Ganusauskas, Edmundas (2008). Vytautas Lapėnas (en lituano). Interkelias. ISBN 9789955866015.